# SNEEEZE
SNEEEZE（スニーズ）は、日本出身のヒップホップミュージシャン。
HIP HOPユニットNINJA MOBのメンバー。神戸市生まれ。

## 略歴
中学の時に見たMTVでUSのHIP HOPに出会い、衝撃を受けてラップを始める。高校生の時は地元でクルーを結成しクラブやライブハウスなどで活動。その後は諸事情により活動休止。しかし、ラップは水面下でずっと続け、JPRAP.COMの主宰者benzeezyに見出された事によりWEB上を中心に活発な活動を開始する。
2011年12月30日、インターネットで上で自身初のミックステープアルバム『BELIEF』を発表。
2012年1月15日、インターネットで上でミックステープアルバム『Is Ignored』を発表。
2012年2月22日、再びインターネット上でミックステープ『Feel So Good』を発表。このアルバムがアメリカの有名なミックステープサイト”Datpiff“にて日本人として初めてデイリートップ8にランクインする。
2012年3月5日、インターネット上で個人名義としては初となるオンライン販売作品『DEVICE』を発表。
2012年4月13日、インターネットで上で4か月連続リリースとなるミックステープアルバム『Humility』を発表。このアルバムもアメリカの有名なミックステープサイト”Datpiff“にて2作連続となるデイリートップ8にランクインする。
2012年5月31日、インターネットで上で5か月連続連続リリースとなるミックステープアルバム『WE ONLY KNOW(S)』を発表。このアルバムもミックステープサイト”Datpiff“にてデイリートップ8にランクイン、本作品で3作品連続のランクインで日本人アーティスト／日本語ラップ作品としては異例のダウンロード数を記録し、注目を集める。今作ではOLIVE OILを筆頭に、KEN THE 390や為岡そのみを手掛けたOKAERIO、TARANTULA RECORDINGSなるインディ・レーベルを運営するANKOOLらがプロデューサーとして参加した。
2012年12月21日、「Manhattan Recordings/LEXINGTON CO.,」より自身初となる1stデジタルシングル『Good Bye Bitch』を発表。今作には『Desperation』のTofubeats Remixが収録。
2013年4月17日、自身初のフィジカルアルバムとなる『ASYMMETRY』を発売。
2014年1月22日、NINJA MOBとして1stアルバム『NINJA MOB』を発売。

## ディスコグラフィ

### シングル
| タイトル            | 発売日         | 備考                                                  |
| ------------------- | -------------- | ----------------------------------------------------- |
| Good Bye Bitch - EP | 2012年12月21日 | 「Manhattan Recordings/LEXINGTON CO.,」よりリリース。 |

### アルバム
| タイトル  | 発売日        | 備考                             |
| --------- | ------------- | -------------------------------- |
| ASYMMETRY | 2013年4月17日 | 自身初となるフィジカルアルバム。 |
| NINJA MOB | 2014年1月22日 | NINJA MOB名義                    |

### Mixtape
| タイトル        | 発表日         |
| --------------- | -------------- |
| BELIEF          | 2011年12月30日 |
| Is Ignored      | 2012年01月15日 |
| Feel So Good    | 2012年2月22日  |
| DEVICE          | 2012年3月5日   |
| Humility        | 2012年4月13日  |
| WE ONLY KNOW(S) | 2012年5月31日  |